# Jekatěrina Vlasovová
Jekatěrina Vlasovová (rusky: Екатерина Власова; * 10. října 1986 Prochladnyj) je ruská horolezkyně a reprezentantka v ledolezení, vicemistryně Evropy v ledolezení na obtížnost.
Mezinárodních závodů v ledolezení se účastnili také Maxim Vlasov a Alena Vlasovová.

## Výkony a ocenění
- 2016: druhé místo v celkovém hodnocení světového poháru
- 2018: vicemistryně Evropy
- 2022: vicemistryně Evropy

### Závodní výsledky
| Mistrovství světa v ledolezení | Mistrovství světa v ledolezení | Mistrovství světa v ledolezení |
| Rok                            | 2015                           | 2017                           |
| ------------------------------ | ------------------------------ | ------------------------------ |
| Obtížnost                      | 12                             | 5                              |
| Rychlost                       | 16-31                          | —                              |

| Světový pohár v ledolezení | Světový pohár v ledolezení | Světový pohár v ledolezení | Světový pohár v ledolezení | Světový pohár v ledolezení | Světový pohár v ledolezení | Světový pohár v ledolezení |
| Rok                        | 2014                       | 2015                       | 2016                       | 2017                       | 2018                       | 2019                       |
| -------------------------- | -------------------------- | -------------------------- | -------------------------- | -------------------------- | -------------------------- | -------------------------- |
| Obtížnost                  | 48-50                      | 7                          | 2                          | 8-9                        | 4                          | probíhá                    |
| jednotlivě* (0/1/1)        | -,-,-, -,20                | 4,4,17, 12,11,5            | , · 8,4                    | 17,4, 17,6,4               | 4,4, 4,4,4                 | -,-,-, x,x,x               |
|                            |                            |                            |                            |                            |                            |                            |
| Rychlost                   | 36                         | 9                          | —                          | —                          | —                          | probíhá                    |
| jednotlivě* (0/0/3)        | -,-,-, -,17                | ,7,13, · 12,11,16          | —                          | —                          | —                          | -,-,-, x,x,x               |

* poznámka: napravo jsou poslední závody v roce
| Mistrovství Evropy v ledolezení | Mistrovství Evropy v ledolezení | Mistrovství Evropy v ledolezení | Mistrovství Evropy v ledolezení | Mistrovství Evropy v ledolezení | Mistrovství Evropy v ledolezení |
| Rok                             | 2016                            | 2018                            | 2020                            | 2021                            | 2022                            |
| ------------------------------- | ------------------------------- | ------------------------------- | ------------------------------- | ------------------------------- | ------------------------------- |
| Obtížnost                       | 3                               | 2                               | 4                               | 3                               | 2                               |